# دنی پودی
دنیل مارک پودی (انگلیسی: Daniel Mark Pudi؛ زاده ۱۰ مارس ۱۹۷۹) بازیگر اهل ایالات متحده آمریکا است. وی از سال ۲۰۰۶ میلادی تاکنون مشغول فعالیت بوده‌است.
از فیلم‌ها و مجموعه‌های تلویزیونی‌ای که وی در آن‌ها نقش داشته‌است، می‌توان به انجمن، ویجی و من، رؤیاپرداز آمریکایی، بحث و جدل، لری گی و جستجوی افسانه‌ای اشاره نمود.